# Nigula (Tartu vald)
Nigula (Duits: Niggula of Johanshof) is een plaats in de Estlandse gemeente Tartu vald, provincie Tartumaa. De plaats heeft de status van dorp (Estisch: küla) en telt 64 inwoners (2021).
De plaats ligt aan de rivier Amme.

## Geschiedenis
Nigula werd voor het eerst genoemd in 1796 onder de naam Johanshof. Johanshof was een ‘semi-landgoed’ (Estisch: poolmõis), een landgoed dat deel uitmaakt van een groter landgoed, in dit geval Elistvere. Op Johanshof werd uitsluitend vee gehouden; er was geen landbouw. De Estische naam voor een landgoed van dit type is karjamõis, ‘veelandgoed’. In 1839 wordt voor het eerst de naam Niggula vermeld als naam voor een molen op het landgoed. In 1920 werd Nigula genoemd als nederzetting, in 1930 als dorp.
In 1977 werd het buurdorp Puiatu bij Nigula gevoegd.